# Xiaophis myanmarensis
Xiaophis myanmarensis es una especie extinta de serpiente descrita a partir de un ejemplar embrionario o neonato perservado en ámbar proveniente de Birmania datado con una antigüedad de 9.8 millones de años.